# فابيو كورتيز
فابيو كورتيز توريس (بالبرتغالية: Fábio Cortez Torres) (ولد في 3 أبريل 1974) هو مدرب كرة قدم برازيلي، وهو حاليًا مدرب نادي نانجينغ سيتي الصيني.

## مسيرته
كان كورتيز لاعب كرة صالات قبل أن يتحول إلى التدريب مع نادي بارا لكرة الصالات. ثم درب نادي فاسكو دا غاما حتى عام 2008، عندما انتقل إلى كرة القدم مع أتلتيكو مينيرو.
في عام 2010، وبعد فترة قصيرة من عودته إلى قسم كرة الصالات في فاسكو، قبل كورتيز عرضاً من المنتخب الكويتي لكرة الصالات للعمل كمدرب له؛ وكان أيضاً مسؤولاً عن نادي القادسية. عاد إلى فاسكو في عام 2017 كمساعد لفريق كرة القدم تحت 20 سنة؛ وفي عام 2018، تم تعيينه مدرباً لفريق تحت 16 سنة.
في 27 فبراير 2021، تم تعيين كورتيز مساعداً لمارسيلو كابو في الفريق الرئيسي. وفي 16 يونيو، تولى قيادة الفريق في خسارة على أرضه 0–2 ضد نادي أفاي في دوري الدرجة الثانية البرازيلي، بعد طرد كابو ومساعده غابرييل كابو.
في 11 نوفمبر 2021، تم تعيين كورتيز مديراً مؤقتاً لفاسكو حتى نهاية الموسم، بعد إقالة فرناندو دينيز. وعاد إلى دوره السابق بعد تعيين زي ريكاردو كمدرب رئيسي لموسم 2022.
في 14 ديسمبر 2022، انتقل كورتيز إلى نادي ريمو كمساعد دائم للنادي. وكان أيضاً المدرب المؤقت للفريق خلال مباراة الإياب في نهائي بطولة كامبيوناتو بارانيس 2023، حيث خسر النادي اللقب أمام نادي أغويا دي مارابا.

## روابط خارجية
- فابيو كورتيز على موقع ترانسفير ماركت
- فابيو كورتيز على موقع PlaymakerStats